# 尖颖旱禾
尖颖旱禾（学名：Eremopoa oxyglumis）为禾本科旱禾属下的一个种。

## 扩展阅读
- 維基物種上的相關：尖颖旱禾